# Cançoner dels Masdovelles
El Cançoner dels Masdovelles és un cançoner on el poeta Joan Berenguer de Masdovelles recull poesia lírica escrita majoritàriament per ell mateix. És un recull personal privat, autògraf, i singular en la tradició manuscrita, ja que és un dels pocs cançoners d'autor conservat. Correspon al manuscrit 11 de la Biblioteca de Catalunya.
Durant els trenta anys en què s'escriu l'obra es veu l'evolució des d'una fase amb ambició formal a una final d'àlbum personal. Molts dels poemes inclouen explicacions sobre les circumstàncies polítiques o amoroses que contextualitzen els versos. Mostra la consciència del pas de l'occità al català, ja que a partir dels anys 1438 i 1439 els poemes es catalanitzen i l'autor tradueix al català una cançó escrita en occità pel seu oncle, Guillem de Masdovelles.